# クリード・ハンフリー
クリード・ハンフリー（Creed Humphrey, 1999年6月28日 - ）は、アメリカ合衆国オクラホマ州ショーニー出身のプロアメリカンフットボール選手。NFLのカンザスシティ・チーフスに所属している。ポジションはセンター。

## 経歴

### カレッジ
オクラホマ大学では2019年シーズン、2020年シーズンに2年連続でビッグ12の最優秀オフェンシブラインマン賞を受賞した。
2020年シーズン終了後、2021年のNFLドラフトにエントリーした。

### カンザスシティ・チーフス
| 身長                    | 体重            | 腕 の 長 さ       | 手 の 大 き さ   | 40Yrd ダ ッ シ ュ | 10Yrd ス プ リ ッ ト | 20Yrd ス プ リ ッ ト | 20Yrd シ ャ ト ル | 3 コ 丨 ン ド リ ル | 垂 直 跳 び     | 立 ち 幅 跳 び     | ベ ン チ プ レ ス |
| ----------------------- | --------------- | ----------------- | ---------------- | ----------------- | -------------------- | -------------------- | ----------------- | ------------------- | --------------- | ------------------ | ----------------- |
| 6 ft 4+1⁄4 in (194 cm)  | 302 lb (137 kg) | 32+1⁄4 in (82 cm) | 9+1⁄2 in (24 cm) | 5.11 s            | 1.71 s               | 2.90 s               | 4.49 s            | 7.50 s              | 33.0 in (84 cm) | 9 ft 4 in (2.84 m) | 29 回             |
| All values from Pro Day |                 |                   |                  |                   |                      |                      |                   |                     |                 |                    |                   |

ドラフト全体63位でカンザスシティ・チーフスから指名され、その後ルーキー契約を結んだ。
2021年シーズンはNFLオールルーキーチームに選出された。
2022年シーズンは自身初となるプロボウル、オールプロセカンドチームに選出された。プレーオフでは第57回スーパーボウルに進出し、フィラデルフィア・イーグルスと対戦。サックを許さずに勝利し、チームとしては3年ぶり、自身初となるスーパーボウル制覇となった。
2023年シーズンは第58回スーパーボウルに出場し、連覇を果たした。
2024年8月22日、5,000万ドルが保証された4年7,200万ドルの契約延長にチーフスと合意し、NFL史上最高額のセンターとなった。2024年シーズンは4年連続となる全試合に先発出場し、自身初のオールプロファーストチームに選出された。